# Martin Klein (zapaśnik)
Martin Klein (ur. 12 września 1884 w Tarvastu, zm. 11 lutego 1947 tamże) – estoński zapaśnik. W barwach Rosji srebrny medalista olimpijski ze Sztokholmu.
Zawody w 1912 były jego jedynymi igrzyskami olimpijskimi. W turnieju wagi średniej w stylu klasycznym na dotarł do rundy finałowej. W pierwszym spotkaniu tej rundy walczył z Finem Alfredem Asikainenem. Walka trwała 11 godzin i 40 minut i przeszła do historii jako najdłuższa walka zapaśnicza wszech czasów. Trzeba zaznaczyć, że walka odbyła się na zewnątrz, w pełnym słońcu. Klein wygrał i ostatecznie zdobył srebrny medal. Był to pierwszy medal olimpijski wywalczony przez Estończyka. W 1913 był czwarty na mistrzostwach świata.